# Kapsalon
Kapsalon ([ˈkɑpsɐlɔn]) ist ein Fast-Food-Gericht, das 2003 in der niederländischen Stadt Rotterdam vom kapverdischen Friseur Nathaniël Gomes erfunden wurde. Es besteht aus einer Schicht Pommes frites, die mit Fleisch (z. B. Döner Kebab, Schawarma oder Gyros) belegt, mit Gouda-Käse-Scheiben bedeckt und im Ofen gratiniert wird. Darauf kommt zerkleinerter Eisbergsalat, der mit Knoblauchsoße und Sambal angemacht wird.
Der Begriff kapsalon ist niederländisch für „Friseursalon“, in Anspielung auf einen der Erfinder des Gerichts, der als Friseur arbeitete. Er bestellte in einem Imbiss die gemeinsame Zubereitung seiner Lieblingszutaten in einem Gericht. Er begann, regelmäßig das zu bestellen, was das Restaurant „die übliche Bestellung für den Kapsalon“ nannte. Andere Kunden bemerkten das und begannen, den Kapsalon ebenfalls zu bestellen, der bald auch in anderen Imbissbuden nachgefragt wurde. Das Gericht gilt als Produkt des niederländischen Multikulturalismus, das Elemente von Gerichten aus verschiedenen Kulturen kombiniert. Das Gericht hat sich in relativ kurzer Zeit international verbreitet.
Der Hauptbahnhof Rotterdam trägt seit 2013 den Beinamen „Station Kapsalon“, da das Dach des Bahnhofs Ähnlichkeit mit den Aluschalen hat, in denen das Gericht üblicherweise serviert wird.